# Acrotomodes nigroapicata
Acrotomodes nigroapicata är en fjärilsart som beskrevs av Paul Dognin 1924. Acrotomodes nigroapicata ingår i släktet Acrotomodes och familjen mätare. Inga underarter finns listade i Catalogue of Life.